# Roger Ilegems
Roger Ilegems (né le 13 décembre 1962 à Niel) est un coureur cycliste belge des années 1980. Premier champion olympique de la course aux points à Los Angeles en 1984, il passe professionnel à la fin de cette année dans l'équipe Tönissteiner-Lotto et le reste jusqu'en 1991.

## Palmarès sur route

### Par année
- 1984
  - Omloop der Vlaamse Gewesten
- 1985
  - Grote Prijs Dr. Eugeen Roggeman
- 1986
  - Grand Prix Marcel Kint
  - 2e de la Maaslandse Pijl
  - 3e du Circuit Escaut-Durme
  - 3e du Grote Prijs Dr. Eugeen Roggeman
  - 3e du Grand Prix Betekom
- 1987
  - Flèche Picarde
  - 3e de la Ruddervoorde Koerse
- 1988
  - Circuit des onze villes
  - Gullegem Koerse
  - Grand Prix Betekom
  - 2e de la Wanzele Koerse
  - 2e de la Puivelde Koerse
- 1989
  - 2e du Grote Prijs Dr. Eugeen Roggeman

### Résultats sur les grands tours

#### Tour de France
1 participation
- 1988 : abandon (12e étape)

#### Tour d'Espagne
1 participation
- 1988 : 113e

## Palmarès sur piste

### Jeux olympiques
- Los Angeles 1984
  -  Champion olympique de la course aux points

### Championnats du monde
- Zurich 1983
  - 5e de la course aux points amateurs
- Bassano del Grappa 1985
  - 9e de la course aux points
- Colorado Springs 1986
  - 5e de la course aux points
- Vienne 1987
  -  Médaillé de bronze de la course aux points

### Championnats nationaux
- 1981
  -  Champion de Belgique de poursuite par équipes amateurs (avec Etienne Ilegems, Diederik Foubert et Romain Costermans)
- 1982
  - 3e du championnat de Belgique de l'omnium amateurs
  - 3e du championnat de Belgique de poursuite par équipes amateurs
  - 3e du championnat de Belgique de course aux points amateurs
- 1983
  - 2e du championnat de Belgique de poursuite par équipes amateurs
  - 2e du championnat de Belgique de course aux points amateurs
- 1984
  - 2e du championnat de Belgique de poursuite par équipes amateurs
  - 3e du championnat de Belgique de l'américaine amateurs